# Otepää (dorp)
Otepää (Duits: Odenpäh) is een plaats in de Estlandse gemeente Otepää, provincie Valgamaa. De plaats heeft de status van dorp (Estisch: küla).
In dezelfde gemeente ligt ook een stad met de naam Otepää. Het dorp ligt ten noordwesten van de stad. Het dorp Vana-Otepää (‘Oud-Otepää’) ligt op zijn beurt ten noordwesten van het dorp Otepää. Om verwarring met de stad te voorkomen noemen de Esten het dorp Otepää meestal Otepää küla.
Bij het dorp Otepää ligt een klein meer, het Lüüsjärv (3,4 ha).

## Bevolking
Het dorp had 291 inwoners op 31 december 2011 en nog maar 15 inwoners op 31 december 2021.

## Geschiedenis
De dorpen Otepää en Vana-Otepää waren vroeger één nederzetting. Pas in 1920 werd onderscheid gemaakt tussen de twee dorpen. Het huidige dorp Otepää omvat het zuidelijk deel van het vroegere landgoed Otepää en het noordelijk deel van het land dat bij de kerk van de stad Otepää hoorde. Tot 1970 heette het huidige Vana-Otepää Otepää en het huidige Otepää Vana-Otepää. In 1970 werden de rollen omgedraaid. Tijdens de Sovjetbezetting stond in het dorp Otepää het hoofdgebouw van een sovchoz.
De precieze grens tussen de twee dorpen werd vastgelegd in 1977.